# Ho (Ghana)
Pour les articles homonymes, voir Ho.
Ho est une ville du Sud-est du Ghana, proche de la frontière avec la République togolaise. Elle est la capitale et la plus grosse ville de la Région de la Volta et est peuplée majoritairement par l'ethnie Ewe, de confession chrétienne. Elle est également la capitale du district de Ho municipalité. Les dernières estimations évaluent sa population à 83 715 habitants.

## Géographie

### Situation
Ho est située à l'Est du lac Volta, en bordure de la chaîne d'Akuapem (ou Akwapim, nommée d'après le peuple qui l'habite). La ville est située dans une petite plaine dominée par le Mont Adaklu au Sud et le Mont Galenukui au Nord, eux-mêmes enserrés par le Togo à l'Est et le lac Volta à l'Ouest.

### Districts et entités administratives limitrophes
|          | Hohoe municipalité |                      |
| Dayi sud | Ho                 | République togolaise |
|          | Adaklu-Anyigbe     |                      |

### Climat
| Mois                              | jan. | fév. | mars | avril | mai | juin | jui. | août | sep. | oct. | nov. | déc. | année |
| --------------------------------- | ---- | ---- | ---- | ----- | --- | ---- | ---- | ---- | ---- | ---- | ---- | ---- | ----- |
| Température minimale moyenne (°C) | 22   | 23   | 23   | 23    | 23  | 22   | 21   | 21   | 21   | 22   | 22   | 22   | 21    |
| Température maximale moyenne (°C) | 34   | 35   | 34   | 33    | 32  | 31   | 29   | 29   | 30   | 31   | 32   | 33   | 35    |
| Précipitations (mm)               | 25   | 65   | 117  | 129   | 188 | 201  | 137  | 96   | 142  | 163  | 51   | 35   | 1 349 |

## Histoire
Ho a été fondé vers le début du XVIIIe siècle lors des grandes migrations Ewes venues de l'Est. La ville est incluse dans le protectorat allemand du Togoland entre 1884 et le 26 août 1914, date à laquelleaises et britanniques[incompréhensible]. 
Le partage du Togoland en deux zones - l'une française, l'autre britannique - marque le début d'une nouvelle période pour Ho qui se voit hisser au statut de capitale du territoire du Togoland britannique. Elle conserve ce statut jusqu'à ce que le territoire choisisse de rejoindre la Côte-de-l'Or en 1956, et devient une ville du tout nouveau Ghana lors de l'indépendance du pays le 6 mars 1957.
La construction dans les années 1960 du pont Adome sur le fleuve Volta, à cinq kilomètres en aval du Barrage d'Akosombo, a permis le désenclavement de la région de la Volta et partant, de la ville de Ho, première agglomération d'importance pour les voyageurs qui se dirigent vers la partie Nord du pays via l'itinéraire de la région de la Volta à partir d'Accra.

## Démographie
| 1984   | 2000   | 2010   |
| ------ | ------ | ------ |
| 37 777 | 61 658 | 83 715 |

## Économie
L'économie locale repose avant tout sur l'agriculture. La production de noix de palme, de tubercules (manioc, ignames), de mais et de miel représentent des activités prédominantes dans la campagne environnant Ho. Dans une moindre mesure, l'artisanat occupe une partie de la population active, notamment le tissage de tissu de Kente traditionnel.
Les principales banques présentes au Ghana opèrent à Ho. On compte notamment parmi elles Agricultural Development Bank, Barclays, Ghana Commercial Bank, National Investment Bank et SG-SSB (filiale ghanéenne de la Société générale).

## Transport

### Réseau routier
La ville de Ho est distante d'environ 175 km de la capitale du pays Accra. Elle y est reliée par une route goudronnée de bonne qualité via les villes de Tema (Région du Grand Accra) et Atimpoku (Région Orientale) où se situe le pont Adome sur la Volta.
Vers le Nord, Ho est reliée à la seconde ville de la Région de la Volta, Hohoe, par une route goudronnée de 91 km environ, qui continue au-delà jusqu'à la ville de Kedjebi, 90 km au Nord de Hohoe. En continuant vers le Nord, on trouve un tronçon de 191 km d'une piste parfois difficilement praticable en saison des pluies, qui s'arrête 16 km avant la ville de Yendi en Région du Nord pour laisser de nouveau place à une route goudronnée de qualité, jusqu'à Tamale.
Au Sud, Ho est reliée aux villes de Sogakope et Keta par une piste de qualité inégale, tandis qu'une autre piste relie l'agglomération à la ville frontière et côtière d'Aflao en direction du Sud-est.

### Réseau ferré
Ho n'est pas reliée au réseau ferré national.

### Transport aérien
Ho dispose d'un petit aérodrome (code OACI : DGAH) d'où aucun vol commercial n'est opéré. Le terrain est situé à 158 mètre d'altitude.

## Éducation
Ho dispose d'un nombre important d'écoles publiques et privées ainsi que d'un centre d'enseignement supérieur réputé en Région de la Volta, Ho Polytechnic.

## Personnalités liées à la ville
- Gerson Gu-Konu (1932-2006), militant pour la paix et les droits de l'homme, parlementaire togolais, y est mort.
- Prince Amartey (1944-2022), boxeur, né à Ho ;
- Elizabeth Akua Ohene (1945-), journaliste et femme politique ghanéenne, née à Ho ;

## Religion
Ho est le siège d'un évêché catholique créé le 19 décembre 1994.

## Réseau électrique et de communications
Ho est reliée au réseau national de télécommunication et dispose donc d'un accès internet à haut débit. La plupart des réseaux de téléphonie mobile y fonctionnent.